# Zé Beto
Pour les articles homonymes, voir Beto.
José Alberto Teixeira Ferreirinha, plus communément appelé Zé Beto, est un footballeur portugais né le 21 février 1960 à Matosinhos et mort le 10 août 1990 à Porto. Il évoluait au poste de gardien de but.

## Biographie
Il est finaliste de la Coupe d'Europe des vainqueurs de coupe 1984, alors titulaire lors de la finale contre la Juventus FC.
Il remporte la  Coupe des clubs champions européens 1986-1987 ainsi que la Coupe intercontinentale 1987, mais il ne dispute pas la finale, barré alors par Józef Młynarczyk.
International, il possède trois sélections en équipe du Portugal.
Il meurt à l'âge de 30 ans, dans un accident de la route.

## Carrière

### En tant que joueur
- 1978-1990 :  FC Porto
- → 1979-1980 :  SC Beira-Mar (prêté par Porto)

## Palmarès
Avec le FC Porto :
- Vainqueur de la Ligue des champions en 1987
- Vainqueur de la Supercoupe d'Europe en 1987
- Vainqueur de la Coupe intercontinentale en 1987
- Finaliste de la Coupe des coupes en 1984
- Champion du Portugal en 1985, 1986 et 1988
- Vainqueur de la Coupe du Portugal en 1984 et 1988
- Vainqueur de la Supercoupe du Portugal en 1981, 1983, 1984 et 1986